# Дымчатый леопард

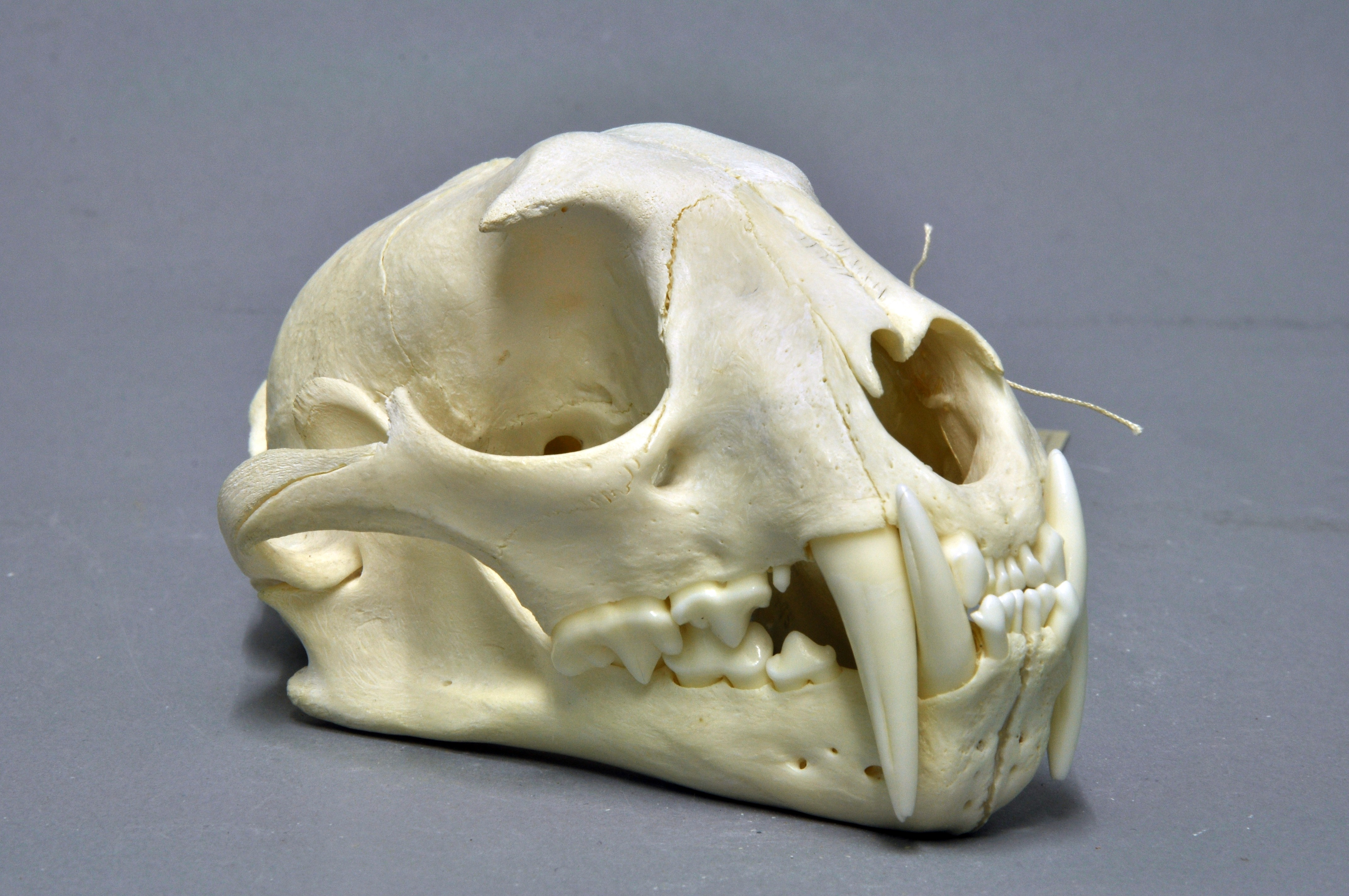
Череп дымчатого леопарда

Дымчатый леопард (лат. Neofelis nebulosa), малайское название «харимау-дахан» — представитель семейства кошачьих, обитающий в Юго-Восточной Азии. Он отдалённо напоминает леопарда и считается довольно древним видом.

## Систематика
Выделяется три подвида:
- Neofelis nebulosa nebulosa — Южный Китай, Индокитай;
- Neofelis nebulosa macrosceloides — Непал, Мьянма;
- †Neofelis nebulosa brachyura — Тайвань.

До 2006 года борнейский дымчатый леопард тоже считался подвидом дымчатого леопарда под названием Neofelis nebulosa diardi, однако в результате исследований ДНК был выделен в отдельный вид Neofelis diardi.

## Характеристика
Длина туловища дымчатого леопарда 61—100 см, хвоста — 75—92 см. Масса самцов 16—21 кг, самок 11—15 кг. Высота в холке 50—55 см. Его величина соответствует примерно величине обыкновенной рыси. Узор на шерсти у дымчатого леопарда общий с мраморной кошкой: на желтоватом фоне разбросаны крупные, неодинаковые по форме чёрные пятна. На шее и спине тёмно-коричневые или чёрные удлинённые пятна. Хвост тяжёлый, пушистый, окрашен не смыкающимися чёрными кольцами. Каждое из этих пятен ближе к середине становится светлее. Череп у дымчатого леопарда удлинённый, что отличает его от других современных кошек. Клыки у дымчатого леопарда в соотношении с размером тела самые большие среди всех кошачьих и могут достигать 3,5 см. Лапы сравнительно короткие с широкими стопами. Глаза жёлтые. Хвост ближе к концу становится темнее.

## Распространение
Дымчатый леопард встречается на юго-востоке Азии: от южного Китая до Малакки и от восточных Гималаев до Вьетнама. (Подвид, встречавшийся на Тайване, в 2013 году был признан вымершим, однако в начале 2019 года появилось сообщение, что животное дважды видели на юго-востоке острова.) Его биотопом являются тропические и субтропические леса, расположенные на высотах до 2000 метров.
Согласно подсчётам учёных, в 2008 году количество дымчатых леопардов составляло не более 10000 половозрелых особей.

## Поведение
Дымчатые леопарды живут поодиночке и передвигаются обычно в зарослях. Длинный хвост помогает им удерживать равновесие в нелёгкой для передвижения среде. Среди кошачьих дымчатые леопарды лучше всех умеют лазить по деревьям, только дымчатые леопарды, маргай и мраморная кошка способны слезать по стволу дерева вниз головой. Также они хорошо плавают. К их добыче относятся олени, кабаны, обезьяны, птицы, козы, рептилии. Своих жертв они поджидают на ветках и неожиданно прыгают на них сверху.
О размножении дымчатого леопарда в природе ничего не известно, но в условиях содержания размножение происходит в марте-августе. Беременность длится 86—95 дней. Потомство рождается в дупле дерева, в помёте насчитывается 1—5 детёнышей, каждый весом 150—280 грамм. Глаза открываются после 10—12 дней. При рождении котята покрыты желтовато-серым мехом, в первые 6 месяцев появляются взрослые пятна. Детёныши чрезвычайно активны первые пять месяцев после рождения. В 10 с половиной недель они переходят на взрослую пищу, в течение 5 месяцев получают материнское молоко. В 9 месяцев уже независимы от матери и начинают вести самостоятельную жизнь.

## Разное
- Из-за дорогостоящей шкуры на дымчатого леопарда в прошлом много охотились. Сегодня ему угрожает браконьерская охота, но наибольшую опасность для него представляет прогрессирующая вырубка тропических лесов, являющихся его средой обитания. Из трёх подвидов (четырёх, если считать Neofelis nebulosa diardi) уже вымер тайваньский дымчатый леопард (Neofelis nebulosa brachyurus). Весь вид относят к числу находящихся под угрозой исчезновения.
- Помимо названия дымчатый леопард встречается неправильное пятнистый леопард[6].